# 곰돌이 푸 - 곰돌이 푸와 꿀 나무
곰돌이 푸 - 곰돌이 푸와 꿀 나무(Winnie The Pooh And The Honey Tree)는 미국에서 제작된 울프강 라이트만 감독의 1966년 애니메이션 영화이다. 이 영화는 월트 디즈니 애니메이션 스튜디오에서 제작하였고, 1966년 2월 4일 부에나비스타 필름 디스트리뷰션 컴퍼니의 못생긴 닥스훈트(The Ugly Dachshund)와 함께 2부작으로 개봉하였다. 스테링 할러웨이 등이 주연으로 출연하였다.

## 출연

### 주연
- 스테링 할러웨이
- 랠프 라이트